# Solonetz (grup de soluri)
Solonetz este una dintre cele 30 de grupe de sol din sistemul de clasificare WRBFSR⁠(d) al Organizației pentru Alimentație și Agricultură (FAO). Solurile Solonetz sunt definite printr-o acumulare de săruri de sodiu și ioni de sodiu ușor deplasabili legați de particulele de sol într-un strat sub orizontul suprafeței (stratul superior).
Acest strat subteran conține, de asemenea, o cantitate semnificativă de argilă acumulată. Din cauza conținutului ridicat de sodiu și a subsolului dens, bogat în argilă, agricultura irigată a acestor soluri necesită o recuperare extinsă - prin percolarea cu apă dulce și construcția de sisteme de drenaj proiectate.
Acoperind aproximativ 1% din suprafața continentală de teren de pe Pământ (nord-estul Argentinei, Chile și marginile de coastă ale fiecărui continent), solurile Solonetz apar în zonele climatice uscate și pe materiale-mamă fie îmbogățite în mod natural în minerale purtătoare de sodiu, fie influențate de apele saline.
Solurile Solonetz sunt legate de aridisolurile și mollisolii care acumulează sodiu din taxonomia solului din SUA. Deoarece nu necesită un climat cald pentru a se forma, ele pot fi găsite în asociere atât cu Solonchaks, cât și cu Kastanozems, două grupuri de sol FAO care se formează în zone climatice calde și temperate, respectiv.